# Прыжок
Прыжо́к — движение человека, при котором тело подбрасывается вверх и вперёд силою ног и пролетает некоторое расстояние, описывая параболу. Прыжок разделяют, в зависимости от направления, на три вида:
- прыжок в длину;
- прыжок в высоту;
- прыжок в глубину.

Также прыжок разделяют, в зависимости от способа отталкивания, на два вида:
- прыжок с места, отталкиваясь обеими ногами;
- прыжок с разбегом, отталкиваясь одной ногой.

Прыжок разделяют, в зависимости от исполнения, на два вида:
- свободный;
- опорный.

Прыжок является силовым упражнением для укрепления мышц ног. Цель — подбросить вес тела в высоту или на расстояние. Попутно прыжок позволяет тренировать нервную систему, используя координацию (при отскоке), равновесие (в приземлении), ловкость. Прыжок (простой подскок) применяют в общей и специальной гимнастике при тренировке сердца и дыхания, так как значительно нагружает сердечно-сосудистую и дыхательную системы.
Дети используют прыжки в играх. Прыжок как специальное самостоятельное упражнение применяют в гимнастике (подготовительной, спортивной, военно-прикладной) и в различных видах спорта (лёгкой атлетике, лыжном, водном, конькобежном). Прыжки в высоту и длину включены во Всесоюзный физкультурный комплекс ГТО.
Травмоопасен при излишнем весе тела или ошибке исполнения.

## Фазы прыжка
Прыжок — однократное упражнение (ациклическое), в котором отсутствуют повторяющиеся фазы движения. Результативность прыжка зависит от скорости полёта. Например, в легкоатлетических прыжках выделяют 6 фаз:
1. Исходное положение — настройка на прыжок, у всякого прыгуна — индивидуальна.
2. Разбег — развитие максимальной скорости.
3. Подготовка к отталкиванию — постановка толчковой ноги на планку.
4. Толчок — создание высокой вертикальной скорости полёта путём координации (разгибанием толчковой ноги, выпрямлением тела, подъёмом рук и маховой ноги). Согласно законам механики, дальность полёта и высота вылета тела зависят от начальной скорости полёта и от угла вылета.
5. Полёт — перемещение в пространстве по инерции за счёт скорости, развитой во время разбега и отталкивания.
6. Приземление — постепенное погашение скорости движения тела.

Для повышения результативности прыжка следует развивать силу и скорость одновременно с совершенствованием техники выполнения.

## Виды прыжка
В лёгкой атлетике выделяют четыре вида простого прыжка — прыжок в высоту с места, прыжок в высоту с разбегом, прыжок в длину с места, прыжок в длину с разбегом, и два вида сложного прыжка — тройной прыжок в длину с разбегом, прыжок с шестом в высоту с разбегом. Прыжок с места является силовым видом, тогда как прыжок с разбегом требует хорошей технической подготовки, где ключевую роль играет скорость разбега.
Также прыжки применяют в таких видах спорта как: парашютный спорт, прыжки на батуте, прыжки с трамплина и вышки в воду, прыжки на лыжах с трамплина, опорный прыжок в спортивной гимнастике, прыжки в фигурном катании.

## Фотогалерея